# Speocera minuta
Speocera minuta är en spindelart som först beskrevs av Marples 1955.  Speocera minuta ingår i släktet Speocera och familjen Ochyroceratidae. Inga underarter finns listade i Catalogue of Life.